# ロシア連邦消費者権利・人間福利保護管理庁
ロシア連邦消費者権利保護・人間福利監督庁（ロシア語：Федеральная служба по надзору в сфере защиты прав потребителей и благополучия человека、ラテン文字転写: Federalnaia sluzhba po nadzoru v sfere zashity prav potrebitelei i blagopoluchiia cheloveka、略称：Роспотребнадзор、ラテン文字転写: Rospotrebnadzor, ロシア消費監督庁）は機能は社会衛生モニタリング、国家による公衆衛生・伝染予防監督ならびにコントロール、伝染疾患対策の準備および施行、消費者権利保護における監督およびコントロールを行うロシアの連邦庁の一つ。

## 構造
- 中央局（幹部、広報部、衛生監督部、伝染監督部、消費者権利保護部、総務部、研究・国際部、人事・汚職予防・再教育部、投資・国家財産管理部、司法部、財務・経済部）
- ロシア連邦構成主体各局
- 鉄道交通担当局
- ロシア連邦構成主体における衛生・流行病学センター、諸鉄道交通衛生・流行病学センター、「連邦衛生・流行病学センター」、『ロシア消費管理庁「情報教育学センター」』
- 諸研究所、諸衛生・流行病学研究センター
- ペスト予防施設
- 各省庁の衛生局（国防省、内務省、ロシア連邦保安庁、ロシア連邦警護庁、大統領事務管理局、大統領特殊プログラム総局 、ロシア連邦刑執行庁、医学・生物学局それぞれにある）